# Olga Lipińska

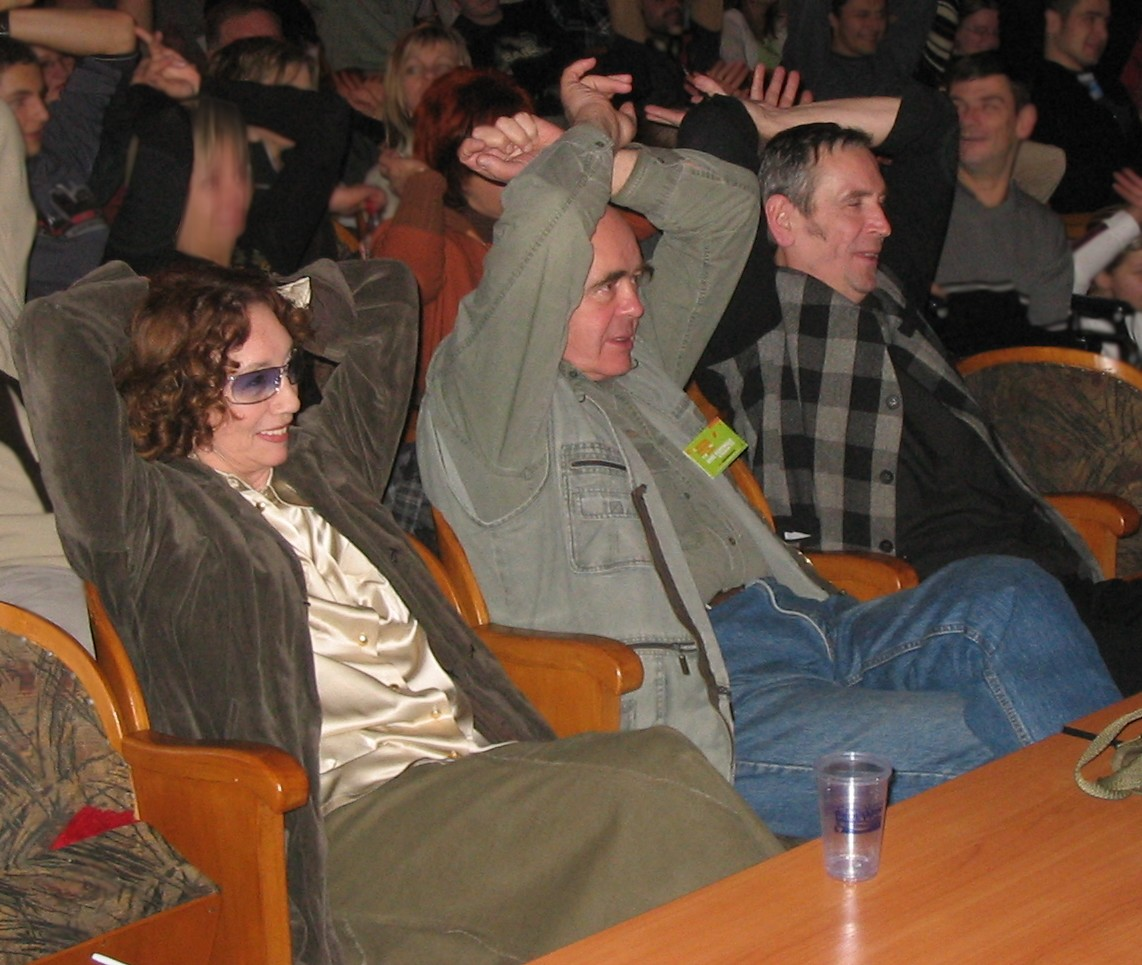
Lipińska w Loży Ekspertów Festiwalu Kabaretu w Zielonej Górze (grudzień 2005). Po prawej Stanisław Tym

Olga Lipińska (ur. 6 kwietnia 1939 w Piotrkowie Trybunalskim) – polska reżyserka i scenarzystka teatralna i telewizyjna, satyryczka.
W latach 1955–2005 zatrudniona w Telewizji Polskiej. Autorka Studenckiego Teatru Satyryków (STS), którego była reżyserką w latach 1957–1964. Reżyserka Krajowego Festiwalu Piosenki Polskiej w Opolu (w latach 1968–1976) i Festiwalu Artystycznego Młodzieży Akademickiej w Świnoujściu (1972–1974), ale też szeregu inscenizacji w Teatrze Telewizji i kabaretów telewizyjnych: Głupia sprawa (1968–1970), Gallux Show (1970–1974), Właśnie leci kabarecik (1975–1977), Kurtyna w górę (1977–1981) i Kabaret Olgi Lipińskiej (1990–2005), których była także scenarzystką. Za działalność kabaretowo-telewizyjną otrzymała nagrody: Złoty Ekran (1968) i – trzykrotnie – Wiktora (1992, 1993, 1999).

## Życiorys
Urodziła się w Piotrkowie Trybunalskim, ale w tym mieście spędziła zaledwie kilka miesięcy. Ukończyła żeńskie XII Liceum Ogólnokształcące im. Marii Skłodowskiej-Curie na Saskiej Kępie w Warszawie i Wydział Reżyserii PWST w Warszawie (1964). Studiowała także historię sztuki na Uniwersytecie Warszawskim, jednak nie ukończyła tych studiów. W trakcie studiów na PWST była aktorką i reżyserką Studenckiego Teatru Satyryków, w którym zaczynała działalność jako asystentka reżysera Jerzego Markuszewskiego.
W latach 1977–1990 była dyrektorką Teatru Komedia w Warszawie. W międzyczasie wyreżyserowała także kilkadziesiąt spektakli Teatru Telewizji, takie jak m.in.: Damy i huzary (1973), Przedstawienie Hamleta we wsi Głucha Dolna (1985), Gwałtu, co się dzieje! (1992), Zemsta (1994), Baryłeczka (1995), Ja się nie boję braci Rojek (2003) oraz Cud mniemany, czyli Krakowiacy i górale (2007).
Stworzyła także kabarety dla Telewizji Polskiej: Głupia sprawa (10 spektakli, 1968–1970), Gallux Show (10 spektakli, 1970–1974), Właśnie leci kabarecik (10 spektakli, 1975–1977), Kurtyna w górę (18 spektakli, 1977–1981) oraz Kabaret Olgi Lipińskiej.
W latach 1990–1992 prowadziła w TVP1 autorski talk-show pt. Piosenki z Kabaretu Olgi Lipińskiej, do którego zapraszała znane postaci związane z polską kulturą i sztuką. Wiosną 2006 była jurorką w programie Polsatu Show!Time.

### Aktywność społeczna
Według prasy podziemnej na początku lat 80. miała brać udział w przełamywaniu bojkotu telewizji przez aktorów, jednak wielokrotnie zaprzeczała zarzutom i wyjaśniała, że początkowo ją także dotknął środowiskowy ostracyzm, gdy po wprowadzeniu stanu wojennego telewizja nadała premierę jej spektaklu Balladyna, a następnie emitowała kolejne odcinki autorskiego kabaretu artystki. W przypadku Balladyny była to jednak premiera materiału zrealizowanego przed wprowadzeniem stanu wojennego, a w przypadku kabaretów – powtórki programów archiwalnych. Podobnie jak inni pracownicy TVP, nie była wpuszczana do zmilitaryzowanego budynku telewizji do wiosny 1982. 
W 1992 zaangażowała się w inicjatywę Zbigniewa Bujaka na rzecz przeprowadzenia referendum w sprawie ustawy antyaborcyjnej, dziesięć lat później wraz z setką innych kobiet podpisała list domagający się od Parlamentu Europejskiego wpłynięcia na rząd polski, by zliberalizował prawo aborcyjne.
Krytyczna w stosunku do prezydentury Lecha Wałęsy, w wyborach prezydenckich 1995 udzieliła poparcia kandydatowi Unii Wolności Jackowi Kuroniowi. Była członkinią komitetu wyborczego Włodzimierza Cimoszewicza w wyborach prezydenckich w Polsce 2005, a w wyborach 2000 wspierała Aleksandra Kwaśniewskiego.
Podpisywała kilkakrotnie listy otwarte w różnych sprawach politycznych. W 2003 zaangażowała się na rzecz przyjęcia przez Irlandczyków traktatu nicejskiego (2001) oraz sprzeciwiała się umieszczeniu tzw. Invocatio Dei w preambule konstytucji europejskiej. W 2005 wraz z innymi przedstawicielkami życia publicznego broniła Małgorzaty Niezabitowskiej przed oskarżeniami Krzysztofa Wyszkowskiego i dziennika „Rzeczpospolita” o współpracę ze Służbą Bezpieczeństwa.

### Publicystyka
Przez kilkanaście lat regularnie publikowała swoje felietony w „Twoim Stylu”, które złożyły się na wydaną w 2005 książkę pt. Mój pamiętnik potoczny. W 2009 ukazał się kolejny zbiór felietonów – Co by tu jeszcze..., a w 2013  – Jeszcze słychać śmiech..., zbiór jej felietonów z lat 2009–2013. W końcowym felietonie  zadeklarowała zaniechanie dalszej twórczości publicystycznej z powodu narastającego pesymizmu, wywołanego stopniowym obniżaniem się poziomu intelektualnego w społeczeństwie, zwłaszcza u młodego pokolenia.

### Rodzina
Jej mężem był zmarły w 1996 dziennikarz radiowy Andrzej Wiktor Piotrowski. Jest bezdzietna z wyboru. Miała siostrę Barbarę.

## Odznaczenia i nagrody
- Krzyż Kawalerski Orderu Odrodzenia Polski
- Złoty Krzyż Zasługi
- Medal 40-lecia Polski Ludowej
- Złoty Medal „Zasłużony Kulturze Gloria Artis” (2005)[18]
- Odznaka Zasłużony Działacz Kultury
- „Złoty Ekran” za rok 1967 za reżyserię cyklicznych programów rozrywkowych (1968)
- Nagroda Przewodniczącego Komitetu do Spraw Radia i Telewizji I stopnia za cykl telewizyjnych programów rozrywkowych Właśnie leci kabarecik (1977)
- Nagroda Zespołowa na II Festiwalu Filmów i Widowisk Telewizyjnych w Olsztynie za realizację widowiska teatralnego Skiz (1978)
- Nagroda Przewodniczącego Komitetu do Spraw Radia i Telewizji za reżyserię spektaklu Przedstawienie Hamleta we wsi Głucha Dolna (1987)
- Wiktor – trzykrotnie (1992, 1993 i 1999)
- Honorowa Odznaka ZAiKS-u z okazji 75-lecia Stowarzyszenia
- Super Wiktor (1995)
- Złoty Laur „Przekroju” (na 50-lecie pisma) za piosenkę „Urzędnicy Pana B.”
- Kowadło – nagroda przyznawana przez Stowarzyszenie „Kuźnica” (1997)
- Nagroda Specjalna na II Festiwalu Dobrego Humoru w Gdańsku dla programu Kabaret Olgi Lipińskiej (2001)
- Nagroda na IV Festiwalu Dobrego Humoru w Gdańsku dla Kabaretu Olgi Lipińskiej w kategorii „najdowcipniejszy program rozrywkowy” (ex aequo z HBO na stojaka w reż. Janusza Zaorskiego) (2003)
- Złoty Miedziak na XII Polkowickich Dniach Teatru w Polkowicach w kategorii „najlepsza reżyseria” – za spektakl Pułapka na myszy z Teatru im. Juliusza Słowackiego w Krakowie, „w którym po mistrzowsku połączyła cechy opowieści kryminalnej z humorem najwyższych lotów” (2010).